# Lisztomania (film)
Lisztomania is een Britse muziekfilm uit 1975, geregisseerd door Ken Russell. De film is losjes gebaseerd op het leven van componist Franz Liszt.

## Rolverdeling
| Acteur             | Personage                 |
| ------------------ | ------------------------- |
| Ringo Starr        | Paus                      |
| Roger Daltrey      | Franz Liszt               |
| Paul Nicholas      | Richard Wagner            |
| Sara Kestelman     | Carolyne                  |
| Rick Wakeman       | Thor                      |
| John Justin        |                           |
| Fiona Lewis        | Marie d'Agoult            |
| Andrew Reilly      | Hans von Bülow            |
| Oliver Reed        | Prinses Carolyn's Servant |
| David Corti        |                           |
| Anulka Dziubinska  | Lola Montez               |
| Nell Campbell      | Olga Janina               |
| Imogen Claire      | George Sand               |
| Rikki Howard       |                           |
| Kenneth Colley     | Frederic Chopin           |
| Veronica Quilligan | Cosima Wagner             |
| Ken Parry          | Gioacchino Rossini        |
| Otto Diamant       | Felix Mendelsohn          |
| Harry Fielder      |                           |
| David English      |                           |
| Georgina Hale      |                           |